# BFM Locales
Pour les articles homonymes, voir BFM.
Ne doit pas être confondu avec BFM TV, BFM Radio ou BFM Business.
BFM Locales anciennement BFM Régions est un réseau français d’une chaîne d’information régionale et neuf chaînes d’information locale, filiale du groupe RMC BFM. Ce réseau a été fondé par Alain Weill, au moment où il dirige Altice Média en tant que PDG de la société. Toutes les chaînes offrent toute l'information locale 24 h / 24 (actualités, météo et circulation), en se concentrant principalement sur l'actualité locale.
Cependant, les chaînes ont 5 h par jour pour les bulletins d'informations en direct. D'autres fois, ils diffusent des reportages dans un format en boucle[réf. nécessaire].

## Histoire

### Origines (2005-2014)
Au début de la télévision numérique terrestre française dans la seconde moitié des années 2000, NextRadioTV, alors maison mère de BFM TV, n'a manifesté qu'un intérêt modéré pour le marché de la télévision locale. Elle a fait une offre pour une autorisation d'émettre à Paris, mais n'a pas été retenue.
Cependant, l'une des chaînes gagnantes, Cap 24, s'est retrouvée sur le marché en 2010 après que la société mère Groupe Hersant Media a décidé de mettre fin à son réseau Antennes Locales en difficulté. Cap 24 est vendu à Bernard Krief Consulting, un spécialiste controversé du LBO, puis rapidement revendu à NextRadioTV.
NextRadioTV n'a pas immédiatement mis une chaîne locale à part entière dans le créneau de Cap 24. À partir de novembre 2010, elle diffuse BFM Business Paris, une variante de sa chaîne nationale non terrestre d'information économique BFM Business. C'est en grande partie la même que la version nationale, avec trois heures de programmation locale quotidienne ajoutées pour se conformer aux mandats de télévision locale de la France. Il s'inspire en partie de l'américain News 12 Networks, qu'Altice possède également via son achat de Cablevision en 2016.

### Altice Média envisage d'élargir son réseau local (2015-2018)
À l'été 2015, la multinationale française Altice devient un actionnaire majeur de NextRadioTV, le président de cette dernière, Alain Weill, vantant les opportunités stratégiques élargies offertes par l'alliance.
À l'automne 2016, BFM soumet un projet de chaîne pour la licence de diffusion locale toulousaine (laissée vacante par la faillite de l'ancien opérateur), mais se retire à la dernière minute et prend une participation minoritaire dans le projet concurrent, TV Sud Toulouse (plus tard ViàOccitanie Toulouse), à la suite de réactions négatives de la part de groupes commerciaux indépendants de la télévision.
En novembre 2016, BFM Business Paris est rebaptisée BFM Paris et devient une chaîne régionale construite autour d'une programmation majoritairement locale.

### Création du réseau BFM Régions (2019)
Le 14 février 2019, le réseau prend officiellement le nom de « BFM Régions ». Le 15 février 2019, BFM Régions rachète la chaîne Télé Lyon Métropole. L'acquisition d'une seconde chaîne locale en France a officiellement ouvert la voie à un réseau national. Le 3 septembre 2019, TLM devient BFM Lyon Métropole (ou BFM Lyon en abrégé).
Le 29 novembre 2019, BFM Régions acquiert une participation minoritaire significative dans deux chaînes locales détenues par la société lilloise Groupe SECOM : Grand Lille TV et Grand Littoral TV (cette dernière desservant le marché Calais - Dunkerque). Le 3 février 2020, les deux chaînes deviennent officiellement BFM Grand Lille et BFM Grand Littoral. Dans le cadre de la même opération, BFM Régions prend une participation dans la radio sœur de Grand Lille TV, Grand Lille Info, devenue Radio BFM Grand Lille.

### Fusion avortée avec le réseau Vià (2020)
En mars 2020, Altice conclut un accord avec Vià pour fusionner les stations détenues et exploitées de ce réseau avec BFM Régions. Altice renonce à l'accord, arguant que ses partenaires potentiels avaient délibérément sous-estimé l'endettement des personnes morales de Vià. Ils ont été mis en cessation de paiement peu de temps après. Altice a fait une offre pour certains de leurs actifs mais en avril 2021, le tribunal de commerce de Nîmes a tranché en faveur d'un autre acquéreur, La Dépêche du Midi, qui était le choix préféré des salariés.

### BFM Régions élargit son réseau (depuis 2021)
Le 28 juillet 2020, BFM Régions rachète les chaînes D!CI TV, créées par Jean-Marc Passeron, une chaîne de petit marché mais très bien notée desservant la partie sud des Alpes françaises. Le 9 mars 2021, elle est remplacée par deux chaînes sœurs : BFM DICI Alpes du Sud (Hautes-Alpes) et BFM DICI Haute-Provence (Alpes-de-Haute-Provence).
Le 8 avril 2021, BFM Régions rachète les chaînes Azur TV (Nice), Provence Azur (Menton-Marseille) et Var Azur (Toulon), auprès de l'éditeur Valeurs Actuelles Iskandar Safa. Le 5 juillet, leurs remplaçantes BFM Nice Côte d'Azur, BFM Marseille Provence et BFM Toulon Var sont lancées.
En 2022, BFM Régions rachète les chaînes Alsace 20 et La Chaîne normande. Le 28 juin, Alsace 20 devient BFM Alsace et le 28 septembre, La Chaîne Normande devient BFM Normandie.

### La fin d'une ère
BFM Paris Île-de-France fermera le vendredi 15 mars 2025 au soir[source secondaire souhaitée].

## Identité visuelle

### Habillages et logos

Logo de BFM Régions du 14 février 2019.
Logo de BFM Locales à partir d'août 2024.

### Slogans
- depuis 14 février 2019 : « Votre réflexe info locale »

## Organisation

### Dirigeants et effectifs
Président-directeur général de RMC BFM
- de novembre 2000 à juin 2021 : Alain Weill
- de juillet 2021 à juillet 2024 : Arthur Dreyfuss
- depuis juillet 2024 : Nicolas de Tavernost

Directeur général délégué à l’information de RMC BFM
- de juillet 2019 à septembre 2024 : Hervé Beroud
- depuis octobre 2024 : Jean-Philippe Baille

Directeur général de BFM Régions
- de décembre 2020 à juillet 2023 : Philippe Benayoun
- de juillet 2023 à janvier 2025 : Philippe Antoine
- depuis janvier 2025 : Arnaud de Courcelles

Directeur des rédactions de BFM Régions
- de juin 2019 à juin 2023 : Philippe Antoine
- de juin 2023 à octobre 2024 : Camille Langlade
- depuis octobre 2024 : Marine Machefer

### Siège
Le siège de BFM Régions se situe au 2 rue du Général-Alain-de-Boissieu dans le 15e arrondissement de Paris.
Le siège abrite les locaux de RMC Story (auparavant au 17 rue du Pont-aux-Choux dans le 3e arrondissement de Paris), RMC Découverte, RMC Sport, BFM TV, BFM Radio, BFM Business, BFM Paris Île-de-France (auparavant dans les locaux de NextRadio) et le siège d’Altice Média.

## Chaînes du réseau
BFM Locales contrôle 10 chaînes régionales retransmises sur la TNT et reprises dans l'offre télévisuelle des opérateurs télécoms. Initialement BFM Paris Île-de-France a fait partir du réseau mais cette chaîne a cessé d'émettre, le vendredi 14 mars 2025. 
| Logo | Chaîne                                                 | Date de création   | Date d'acquisition      | Date de lancement                                                  | Date de disparition | Remarque                                            |
| ---- | ------------------------------------------------------ | ------------------ | ----------------------- | ------------------------------------------------------------------ | ------------------- | --------------------------------------------------- |
|      | BFM Paris Île-de-France Chaîne d'information régionale | 7 novembre 2016    | 7 novembre 2016         | 7 novembre 2016 (BFM Paris) 22 mars 2022 (BFM Paris Île-de-France) | 14 mars 2025        | BFM Paris Île-de-France remplace BFM Business Paris |
|      | BFM Lyon Chaîne d'information locale                   | 25 novembre 1988   | 15 février 2019         | 3 septembre 2019                                                   |                     | BFM Lyon remplace Télé Lyon Métropole               |
|      | BFM Grand Lille Chaîne d'information locale            | 8 octobre 2009     | 29 novembre 2019 (45 %) | 3 février 2020                                                     |                     | BFM Grand Lille remplace Grand Lille TV             |
|      | BFM Grand Littoral Chaîne d'information locale         | 17 novembre 2017   | 29 novembre 2019 (45 %) | 3 février 2020                                                     |                     | BFM Grand Littoral remplace Grand Littoral TV       |
|      | BFM DICI Alpes du Sud Chaîne d'information locale      | 3 décembre 2013    | 28 juillet 2020         | 9 mars 2021                                                        |                     | BFM DICI Alpes du Sud remplace D!CI TV Alpes        |
|      | BFM DICI Haute-Provence Chaîne d'information locale    | 16 mai 2019        | 28 juillet 2020         | 9 mars 2021                                                        |                     | BFM DICI Haute-Provence remplace D!CI TV Provence   |
|      | BFM Marseille Provence Chaîne d'information locale     | mai 2017           | 8 avril 2021            | 5 juillet 2021                                                     |                     | BFM Marseille Provence remplace Provence Azur       |
|      | BFM Toulon Var Chaîne d'information locale             | 17 avril 2017      | 8 avril 2021            | 5 juillet 2021                                                     |                     | BFM Toulon Var remplace Var Azur                    |
|      | BFM Nice Côte d'Azur Chaîne d'information locale       | 1er septembre 2013 | 8 avril 2021            | 5 juillet 2021                                                     |                     | BFM Nice Côte d'Azur remplace Azur TV               |
|      | BFM Alsace Chaîne d'information locale                 | 25 septembre 2006  | 2022                    | 28 juin 2022                                                       |                     | BFM Alsace remplace Alsace 20                       |
|      | BFM Normandie Chaîne d'information locale              | 14 octobre 2011    | 2022                    | 28 septembre 2022                                                  |                     | BFM Normandie remplace La Chaîne Normande           |

## Controverses
Du 18 août 2022 au 1er septembre 2023, Orange a cessé de diffuser les dix chaînes locales de BFM TV dans son offre La TV d'Orange faute d'accord avec le groupe Altice concernant la rémunération à verser pour cette diffusion.